# 게리 시니스
게리 시니스(Gary Sinise, 1955년 3월 17일 ~ )는 미국의 배우이다.

## 출연 작품

### 영화
- 생쥐와 인간 (1992)
- 포레스트 검프 (1994)
- 아폴로 13 (1995)
- 랜섬 (1996)
- 스네이크 아이즈 (1998)
- 그린 마일 (1999)
- 레인디어 게임 (2000)
- 임포스터 (2001)
- 휴먼 스테인 (2003)

### 텔레비전
- CSI: 뉴욕 (2004-13)
- 크리미널 마인드: 국제범죄수사팀 (2016-17)

## 수상 경력
- 1995년 제66회 미국비평가협회상 남우조연상
- 1995년 제21회 새턴어워즈 최우수남우조연상
- 1995년 제8회 시카고비평가협회상 공헌상
- 1996년 제2회 미국배우조합상 TV영화/미니시리즈부문 남자연기상
- 1996년 제53회 골든글로브시상식 TV영화/미니시리즈부문 남우주연상
- 1996년 케이블ACE어워즈 TV영화/미니시리즈부문 남자배우상
- 1997년 제2회 새틀라이트시상식 TV영화/미니시리즈부문 남우주연상
- 1998년 제4회 미국배우조합상 TV영화/미니시리즈부문 남자연기상
- 1998년 제50회 에미상 TV영화/미니시리즈부문 남우주연상
- 1998년 케이블ACE어워즈 TV영화/미니시리즈부문 남자배우상